# Шестаковское муниципальное образование
Шестаковское муниципальное образование — сельское поселение в Нижеилимском районе Иркутской области России. 
Административный центр — посёлок Шестаково. 

## История
Шестаковское муниципальное образование со статусом городского поселения было создано законом от 16 декабря 2004 года. Законом от 5 декабря 2022 года городское поселение было преобразовано в сельское поселение.

## Население
| 2010 | 2011  | 2012  | 2013  | 2014  | 2015  | 2016  |
| ---- | ----- | ----- | ----- | ----- | ----- | ----- |
| 1279 | ↘1265 | ↘1226 | ↘1191 | ↘1147 | ↘1100 | ↘1041 |
| 2017 | 2021  |       |       |       |       |       |
| ↘992 | ↘674  |       |       |       |       |       |

По результатам Всероссийской переписи населения 2010 года численность населения муниципального образования составила 1279 человек, в том числе 601 мужчина и 678 женщин.

## Населённые пункты
В состав муниципального образования входят 3 населённых пункта:
| № | Населённый пункт | Тип     | Население (чел.) |
| - | ---------------- | ------- | ---------------- |
| 1 | Селезнёвский     | посёлок | →49              |
| 2 | Суворовский      | посёлок | ↘443             |
| 3 | Шестаково        | посёлок | ↘463             |